# ケイコ・リー
ケイコ・リー（英字表記：Keiko Lee、本名：李敬子（이경자）1965年2月17日 -）は、日本の女性ジャズ歌手。在日韓国人3世で、日本生まれの日本育ち。愛知県半田市出身で愛知県立阿久比高等学校出身。国籍は、大韓民国。所属レコード会社はソニー・ミュージックジャパンインターナショナル。

## 来歴
- 21歳でピアノを習い始め、ピアニストとしてプロになる。ホテルのラウンジやジャズハウス等でピアニストとしての活動や、音楽教室にて指導をしていたが、周囲の勧めもあり後にボーカリストへ転向。
- 1995年アルバム「IMAGINE」でデビュー。ハスキーな声と歌唱力で、共演したミュージシャンからは「楽器と渡り合える歌声」と評価された。2001年には「We Will Rock You」で注目され、翌年発売の「Voices」はジャズアルバムでは異例の20万枚をセールス。2003年にはスウィングジャーナル誌の読者人気投票にて「女性ヴォーカル部門」「ジャズメン・オブ・ザ・イヤー」「アルバム・オブ・ザ・イヤー（Voices）」で三冠獲得。ジャズスタンダードだけでなく、オリジナル曲も積極的にレコーディングしほぼ1年に1枚のペースでアルバムを発売、ライヴもホールクラスからジャズハウス、小さなライブハウスに至るまで精力的に行っている。
- 2000年には元々ピアニストであった腕を生かし、全曲ピアノ弾き語りのアルバム「ローマからの手紙」を発売。他にもピアニストのクレジットが本人のアルバム多数。
- 2005年には過去作が再発された。
- 過去には母校の創立記念式典にドラマーの村上“ポンタ”秀一らと参加し、生徒の前でミニライブを行ったことがある。

## 特徴
飾らない人柄でファンを大切にし、ライヴ終了後には顔見知りとなったファンと談笑したり、時には一緒に食事をすることもある。お酒好きで、長年愛煙していたが現在は一切やめている。幼少期よりハスキーな声質で、本人は小さい頃は声質が嫌だったと言っている。日本語と英語を話し、作詞・歌唱は原則として英語。過去の洋楽のヒット曲のカヴァーもジャンルにとらわれず積極的に行っている。詳細は「関連項目」を参照。注目を集めだした2002年に同じく注目されていた綾戸智絵と比較されることも多かったが、ケイコ・リーはテレビ出演はほとんど歌番組のみで、バラエティ番組や情報番組にはプロモーションのために出演する程度、あまりテレビの露出が無く正統派ミュージシャンという一線は画していた。しかし、1度だけフジテレビのトーク番組「ごきげんよう」に出演、またNHKスペシャルでも特集を組まれ、最近では、2009年9月23日放送の「ホリデーインタビュー」（NHK総合）に出演した。

## 出演

### テレビ番組
- 音遊人（みゅーじん）（テレビ東京）2006年5月20日
- BSジャパン開局 10周年記念番組 美しい地球の讃歌　2010年5月22日　BSジャパン

### テレビCM
- 日産・ステージア 2001年（平成13年）10月に発売されたM35型ステージアのCM挿入歌（クイーンの「We Will Rock You」をカバー曲）に採用された。

## ディスコグラフィー
シングルは割愛
- 1995年　イマジン(IMAGINE)
- 1996年　キッキン・イット(Kickin' it with Keiko Lee)
- 1997年　ビューティフル・ラヴ(Beautiful Love)
- 1998年　イフ・イッツ・ラヴ(If it's love)
- 1999年　ホワット・ア・ワンダフル・ワールド(What a wonderful world) - ミニアルバム
- 1999年　デイ・ドリーミング(Day Dreaming)
- 2000年　ケイコ・リー ライヴ1999（Keiko Lee LIVE 1999）
- 2000年　ローマからの手紙(A Letter From Rome
- 2001年　愛の奇蹟(Wonder Of Love)
- 2001年　ウィー・ウィル・ロック・ユー(We will rock you) - ミニアルバム
- 2002年　ヴォイセズ(Voices-The Best of Keiko Lee) - ベストアルバム
- 2002年　ケイコ・リー シングス・スーパー・スタンダーズ(Keiko Lee Sings Super Standards)
- 2003年　ヴァイタミンK(Vitamin K) - 全曲オリジナル
- 2004年　バット・ビューティフル(But Beautiful) - ミニアルバム
- 2004年　フーズ・スクリーミン(Who's Screamin')
- 2005年　ヴォイセズ・アゲイン(Voices Again) - ベストアルバム
- 2006年　ライヴ・アット・ベイシー(Live at "BASIE" with Hank Jones
- 2007年　イン・エッセンス (In Essence)
- 2008年　デライト (Delight)
- 2009年　フラジャイル (Fragile)
- 2010年　スムース (Smooth)
- 2011年　ヴォイセズIII (Voices III)
- 2012年　ケイコ・リー・シングス・スーパー・スタンダーズ２ (Keiko Lee Sings Super Standards 2)
- 2014年　きっずじゃずCD
- 2014年　KEIKO LEE sings THE BEATLES
- 2015年　Love XX
- 2017年　Timeless 20th Century Japanese Popular Songs Collection
- 2019年　The Golden Rule
- 2020年　LIVE at jazz inn LOVELY